# Liste der Mitglieder des Bayerischen Landtages (Königreich, 7. Wahlperiode)
Diese Liste gibt einen Überblick über alle Mitglieder des Bayerischen Landtages in der 7. Wahlperiode des Königreichs Bayern (1848–1849). In die Wahlperiode fallen die Sitzungen des 13. Landtages vom 15. Januar 1849 bis 11. Juni 1849.

## Kammer der Abgeordneten

### Präsidium
- 1. Präsident: Gustav von Lerchenfeld (1806–1866, bis 17. Mai 1849), Friedrich Adam Justus Graf von Hegnenberg-Dux (1810–1872, ab 2. Juni 1849)
- 2. Präsident: Gottfried von Feder (1806–1892, ab 2. Juni 1849), Friedrich Adam Justus Graf von Hegnenberg-Dux
- 1. Sekretär: Carl von Nar (1807–1871)
- 2. Sekretär: Max Griesmaier

### Abgeordnete

#### A
- Carl August von Abel (1788–1859)
- Friedrich Adami (1816–1893)
- Georg Amschler
- Ferdinand Andrä

#### B
- Michael Batzer
- Joseph Bauer
- Johann Jakob Beer
- Johann Nikolaus Ludwig Beer
- Adolph Berkmann
- Peter Binder
- Johann Kaspar Borst (1812–nach 1858)
- Adolph Bernhard Boyé (1803–1862)
- Ottoo Camillus Hugo Gabriel Graf von Bray-Steinburg
- Michael Briendl

#### C
- Karl von Craemer (1818–1902)
- August Ferdinand Culmann (1804–1891)

#### D
- Joseph Daxenberger (1801–1870)
- Anton Deinhard
- Joseph Alois Deisenberger (1799–1883)
- Max Deuringer
- Johann Baptist Dirrigl
- Reinhard Domidion
- Ignaz Doppelhammer

#### E
- Johann Eckhard
- Georg Englert
- Peter Eymann

#### F
- Gottfried von Feder (1806–1892)
- Christoph Feil
- Ignaz Georg Joseph Fillweber
- Johann Fischer
- Karl Föckerer (1814–1886)
- Franz Förg
- Johann Georg von Forndran
- Gotthelf Fraas

#### G
- Johann Peter Gelbert (1816–1878)
- Friedrich Gerber
- Joseph Geyer
- Leonhard Glink
- Ludwig Greiner (1814–1874)
- Max Griesmaier
- Erhard Gummi

#### H
- Philipp Hack
- August Hannitz
- Friedrich Hauck
- Friedrich Adam Justus Graf von Hegnenberg-Dux (1810–1872)
- Philipp Heintz
- Leonhard Hensolt
- Philipp Hepp
- Georg Martin Herrlen
- Eduard Zachäus Herrmann (1807–1854)
- Joseph Ritter von Hirschberger
- Georg Hofmann
- Johann Georg Hofmann
- Theodor Ritter von Hopf

#### J
- Ludwig Andreas Jordan Junior (1811–1883)

#### K
- Ignatz Kapfhammer (1803–1879)
- Franz Kauschinger
- Thomas Kleindienst
- Xaver Kloo
- Max von Kobell
- Franz von Koch
- Johann Köhl
- Johann Philipp Michael Kohlhepp (1807–1863)
- Georg Friedrich Kolb (1808–1884)
- Gottfried Kolb
- Michael Georg Krämer
- Carl Krazeisen
- Joseph Kremplsetzer
- Johann Kunkel

#### L
- Emanuel Graf von La Rosée
- Gustav Freiherr von Lerchenfeld (1806–1866)
- Wilhelm Loritz

#### M
- Ignaz Maier
- Bartholomä Mayr
- Franz Seraphin Mayr (Mayer, Meier)
- Johann Baptist Messerschmid
- Friedrich Ludwig Meyer
- David Morgenstern (1814–1882)
- Adam Müller (1814–1879)
- Daniel Ernst Müller (1797–1868)

#### N
- Carl von Nar (1807–1871)
- Wolfgang Nast (1805–1856)
- Johann Baptist Natterer

#### O
- Karl August Freiherr von Oberkamp
- Joseph Ott

#### P
- Ignaz Prell (1805–1874)
- Joseph Pröll
- Anton Pummerer (1812–1888)

#### R
- Joseph Rabl
- Siegmund Rabl
- Friedrich Freiherr von Reichlin-Meldegg
- Michael Friedrich Reinhard (1793–1867)
- Johann Richter
- Ulrich Riederer
- Julius Röck
- Johann Joseph Roßbach (1813–1869)
- Karl Ferdinand Heinrich Rubner

#### S
- Michael Schad
- Johann Christoph Schäfer
- Leonhard Schaflitzl
- Peter Carl Scharpff (1806–unbekannt)
- Peter Scheicher
- Christoph Gottlieb Adam Adolf von Scheurl
- Fidel Schlund (1805–1882)
- Clemens Schmid
- Franz Xaver Schmid (1800–1871)
- Joseph Simon Schmid
- Jakob Schmitt
- Ignaz Schopp
- Friedrich Schüler (1791–1873)
- Georg Gottfried Schuster
- Julian Schwaighofer
- Joseph Schweyer
- Franz Sales Seelos
- Gottlieb Seiffert (Seiferth, Seyffert)
- Simon Stanglmair
- Michael Stautner
- Moritz Steinhäuser
- Kaspar Joseph Ritter von Steinsdorf (1797–1879)
- Georg Moritz Stöcker (1797–1852)
- Georg Jakob Stockinger (1798–1869)

#### T
- Franz Tafel (1799–1869)
- Friedrich Thinnes (1790–1860)
- Karl Heinrich Tröger

#### U
- Adam Utsch

#### W
- Florentin von Wächter
- Julius Wächter
- Joseph Johann Wagner (1813–1890)
- Karl Theodor Wagner
- Balthasar Waibl
- Johann Adam Walz
- Josef Hermann Wein
- Adam Weippert
- Anton Weiß
- Ignaz Wiedermann
- Jakob Wifling
- Friedrich Franz Karl Wimmer
- Johann Georg Anton Wolf
- Johann Baptist Wolfsteiner

#### Z
- Johann Baptist Zarbl
- Johann Zellhuber
- Johann Michael Zink
- Johann Zöttl

## Kammer der Reichsräte

### Präsidium
- 1. Präsident: Franz Ludwig Philipp Schenk von Stauffenberg (1801–1881)
- 2. Präsident: Friedrich Carl Freiherr von Zu Rhein
- 1. Sekretär: Julius Adolph Freiherr von Niethammer (1798–1882)
- 2. Sekretär: August Karl Graf von Seinsheim

| Inhaltsverzeichnis A B C E F G H L M N O P R S T U W Z |

#### A
- Maximilian Joseph Graf von Arco-Valley
- Ludwig Aloys Graf von Arco-Zinneberg
- Peter Carl Freiherr von Aretin auf Haidenburg
- Joseph Ludwig Graf von Armansperg
- Friedrich Christian Ritter von Arnold

#### B
- Adalbert Wilhelm Prinz von Bayern (1828–1875)
- Carl Theodor Maximilian Prinz von Bayern (1795–1875)
- Luitpold Prinz, später Prinzregent von Bayern (1821–1912)
- Maximilian Herzog in Bayern (1808–1888)

#### C
- Friedrich Ludwig Graf zu Castell-Castell (1791–1875)

#### E
- Eberhard Franz Graf zu Erbach-Erbach und von Wartenberg-Roth (1818–1884)

#### F
- Georg Heinrich Arbogast Freiherr von und zu Franckenstein (1825–1890)
- Clemens Wenzeslaus Freiherr von Freyberg-Eisenberg-Knoringen
- Leopold Karl Fürst Fugger von Babenhausen
- Fidelis Ferdinand Graf von Fugger zu Glött (1795–1876)
- Raimund Ignaz Graf von Fugger zu Kirchberg und Weißenhorn

#### G
- Friedrich Carl Graf von und zu Giech
- Maximilian Joseph Graf von Gravenreuth (1807–1874)
- Anton Joseph Freiherr von Gumppenberg
- Adolph Eberhard Freiherr von Gumppenberg-Pöttmes

#### H
- Karl Friedrich Ritter von Heintz (1802–1868)
- Chlodwig Fürst zu Hohenlohe-Waldenburg-Schillingsfürst (1819–1901)

#### L
- Carl Fürst zu Leiningen-Hartenburg
- Carl Ludwig Freiherr von Leonrod
- Maximilian Joseph Graf von Lerchenfeld auf Köfering und Schönberg
- Maximilian Joseph Eugen Herzog von Leuchtenberg
- Alfred Freiherr von Lotzbeck auf Weyhern
- Carl Friedrich Fürst zu Löwenstein-Wertheim-Freudenberg
- Philipp Friedrich Fürst zu Löwenstein-Wertheim-Freudenberg
- Carl Ludwig Constantin Fürst zu Löwenstein-Wertheim-Rosenberg

#### M
- Georg Ludwig Ritter von Maurer (1790–1872)

#### N
- Julius Adolph Freiherr von Niethammer (1798–1882)

#### O
- Otto Karl Fürst von Oettingen-Oettingen und Oettingen-Spielberg
- Ludwig Fürst von Oettingen-Wallerstein (1791–1870)
- Franz Karl Rudolph Graf zu Ortenburg-Tambach

#### P
- Carl Theodor Friedrich Graf von Pappenheim
- Julius Johann Freiherr von Ponickau auf Osterberg
- Maximilian Joseph Franz Graf von Preysing-Lichtenegg-Moos

#### R
- Albert Ulrich Graf von Rechberg und Rothenlöwen (1803–1885)
- Ludwig Friedrich Graf von Rechteren und Limpurg
- Heinrich Alois Graf von Reigersberg (1770–1865)
- Carl August Graf von Reisach
- Peter Ritter von Richarz

#### S
- Cajetan Peter Graf von und zu Sandizell
- Erwein Hugo Graf von Schörnborn-Wiesentheid
- August Karl Graf von Seinsheim
- Carl Graf von Seinsheim
- Franz Ludwig Schenk Graf von Stauffenberg (1801–1881)

#### T
- Maximilian Karl von Thurn und Taxis (1802–1871)
- Maximilian Konrad Graf von Toerring auf Seefeld
- Maximilian August Graf von Toerring-Guttenzell

#### U
- Kaspar Bonifaz Ritter von Urban

#### W
- Hugo Philipp Graf Waldbott von Bassenheim (1820–1895)
- Constantin Maximilian Fürst von Waldburg zu Zeil und Trauchburg
- Leopold Maria Fürst von Waldburg zu Zeil und Wurzach
- Carl Theodor Fürst von Wrede
- Joseph Franz Freiherr von Würtzburg (1784–1865)

#### Z
- Friedrich Carl Freiherr von Zu Rhein (1802–1870)